# Mercedes Barret
Mercedes Barret Carafí conocida también como Mercedes Barret de Calzado (París, 26 de septiembre de 1869 - Barcelona, 2 de marzo de 1932) fue la fundadora y Presidenta de Junta Diocesana de Acción Católica de la Mujer y de la Lliga de Compradores de Barcelona, 

## Biografía
Nació en París, hija de Constanza Carafí Pey y de Francisco Barret Drouet, diputado a Cortes por Unión Liberal en 1863-1864, decano del Colegio de Abogados de Barcelona, Presidente de l’Ateneu. 
Junto a un grupo de mujeres de la burguesía y aristocracia catalana –la condesa de Vilardaga, Dolors Monserdà, Carmen Raposo, la marquesa de Villota de San Martín, Caridad Guiraudier de Miguel, Carmen Karr, Francisca Bonnemaison, Josefa Dachs de Prat de la Riva y la marquesa de Comillas, entre otras-, emprendió varios proyectos para ayudar a los más desfavorecidos. Participó también de muchas otras asociaciones cristianas a favor de los derechos de la mujer, como la Unión de Damas del Sagrado Corazón, las Señoras de los Jueves Eucarísticos, las Marías de los Sagrarios Calvarios, las Marías Reparadoras, y las Señoras por el Apostolado de la Oración. Su intensa actividad social y de beneficencia la llevó a la fundación de la Lliga de Compradores de Barcelona, como fundación enfocada a garantizar las condiciones laborales mínimas de la mujer en los talleres de costura. Posteriormente fundó la Junta Diocesana de Acción Católica de la Mujer, en favor del mejoramiento de las condiciones de las jóvenes obreras, de la que fue socia n.º 1 hasta el día de su muerte. 
Consideraba que el papel de la mujer acomodada era el de proteger, mediante la actuación personal y la de centros adecuados, a la mujer trabajadora, tanto por motivos humanitarios y morales como, especialmente, para evitar la radicalización de sus posturas. Su defensa de los derechos de la mujer obrera, que abogaba por dotar las mujeres de herramientas que las capacitaran tanto para el ejercicio de una profesión como para la igualdad de derechos, quedó ampliamente expuesta en Feminal -suplemento de La Ilustració Catalana-, donde también firmaba con el pseudónimo Pilar Monial.

## Vida privada
Contrajo matrimonio con Melquíades Calzado y de Merino, banquero, doctor en economía, presidente en España de London & Lancanshire y socio fundador de DEKRA. De su matrimonio nacieron: Manuel Mª Calzado Barret y Francisco de Asís Calzado Barret. Fue tía materna del fundador de la Caja de Pensiones y de la Vejez Francisco Moragas Barret.